# 范长茂
范长茂（1963年4月8日—），中国男子乒乓球运动员。他曾获得1983年世界乒乓球锦标赛男子团体金牌、1985年世界乒乓球锦标赛男子双打和混合双打铜牌。